# Rovio Entertainment
Rovio Entertainment Ltd. (kurz Rovio) ist ein finnisches Entwicklungsstudio. Große Bekanntheit erlangte die Firma mit der Veröffentlichung des Spiels Angry Birds.

## Geschichte
Die Firma wurde im Jahr 2003 unter dem Namen Relude gegründet und im Jahr 2005 in Rovio Mobile umbenannt. Der große Durchbruch folgte im Jahr 2009, als Rovio das Spiel Angry Birds veröffentlichte. Das Spiel wurde bisher weltweit verteilt auf alle verfügbaren Plattformen über zwei Milliarden Mal heruntergeladen.
Im Jahr 2011 folgte die Umbenennung in Rovio Entertainment Ltd. Mittlerweile wird der Wert der Firma auf über eine Milliarde US-Dollar geschätzt. Im März 2012 übernahm Rovio das Entwicklungsstudio Futuremark Games Studio des 3D-Benchmark-Herstellers Futuremark.
Im Juli 2012 wurde das Spiel Amazing Alex für iOS und Android veröffentlicht, das in weniger als 24 Stunden die Liste der meistgekauften Apps anführte. Es handelt von einem neugierigen Jungen, der mit immer schwieriger werdenden Herausforderungen konfrontiert wird. Dabei kommt es auf das Zusammenspiel von Gegenständen an, die Alex im Verlauf des Spiels einsammelt.
Im Oktober 2014 wurde bekannt, dass Rovio bis zu 130 Arbeitsplätze (rund 16 Prozent der Belegschaft) streicht. Mit Januar 2015 wurde Pekka Rantala neuer CEO, Mikael Hed wechselte in den Verwaltungsrat. Der Vorsteuergewinn ging von 36,5 Mio. Euro im Jahr 2013 auf 10 Mio. Euro im Jahr 2014 zurück. Nach nicht einmal einem Jahr trat Rantala im Dezember 2015 zurück, neuer CEO wurde Kati Levoranta.
Im September 2017 erfolgte der Börsengang, der Ausgabepreis der Aktien betrug 11,50 Euro. Der gesamte Unternehmenswert belief sich damit auf ca. 900 Mio. Euro.
Im April 2023 teilte Sega mit Rovio für 775 Mio. US-Dollar übernehmen zu wollen.

## Entwickelte Spiele
Rovio hat eine Vielzahl Spiele entwickelt oder auf mobile Plattformen (besonders Smartphones) portiert, von denen allerdings nur ein Bruchteil erfolgreich war. Folgende Liste enthält die erfolgreichsten Spiele, die Rovio entwickelt oder portiert hat:
- Need for Speed: Carbon (2006, Smartphone-Version)
- Burnout (2007, Smartphone-Version)
- Angry Birds (2009)
- Amazing Alex (2012)
- Bad Piggies (2012)